# Grupo Épsilon

O Épsilon Délfico é o suposto símbolo do Grupo Épsilon

O Grupo Épsilon (em grego: Ομάδα Έψιλον; romaniz.: Omáda Épsilon) é uma suposta sociedade secreta que aparece no folclore Grego moderno, em teorias da conspiração e na ufologia. O grupo foi descrito pela primeira vez em um livro de 1977, e supostamente consiste de indivíduos gregos proeminentes que possuem conhecimento secreto de origem extraterrestre. Começando na década de 1980, literatura sobre a sociedade tornou-se repleta de teorias de conspiração antissemitas, que colocavam o Grupo Épsilon em uma batalha cósmica contra os judeus. O conjunto de crenças relacionadas ao Grupo Épsilon ficou conhecido como Epsilonismo, e aqueles que o adotam foram chamados de Epsilonistas.

## História
Épsilon é a quinta letra do alfabeto grego, e tem uma história moderna como símbolo da liberdade e da Grécia. Foi notavelmente usado com essa função durante a Guerra de independência da Grécia. Um precursor dos epsilonistas foi Spyridon Nagos, um maçom e socialista que, no início do século XX, imaginou uma sociedade secreta de gregos de alto escalão, trabalhando em segredo para beneficiar seu país.
O originador do que virou a mitologia moderna do Grupo Épsilon foi o autor George Lefkofrydis. Inspirado pelo texto No E em Delphi de Plutarco, ele começou a desenvolver suas teorias na década de 1960. Em 1977, ele publicou o livro Espaçonave Épsilon: Organon de Aristóteles: O Pesquisador, no qual ele alegou ter descoberto mensagens secretas no Organon de Aristóteles. Segundo Lefkofrydis, o texto revela que Aristóteles era um alienígena da estrela Mu na constelação Lepus. Lefkofrydis descreveu a existência de uma sociedade secreta de gregos influentes, que possuíam conhecimento extraterrestre proveniente de Aristóteles e que trabalhavam para proteger os interesses do povo grego. A publicação do livro cessou rapidamente, mas outros adotaram suas teorias e as desenvolveram.
A teoria da conspiração ficou mais conhecida na Grécia por volta de 1997 por meio de vários livros e artigos de revistas. A palavra epsilonismo foi criada como um termo para o fenômeno geral e geralmente é usada por pessoas que desaprovam o conceito. O Épsilon Délfico, que pode ser encontrado em monumentos gregos antigos, mas também em objetos da civilização Inca, foi estabelecido como o símbolo do grupo Épsilon.
Os escritores epsilonistas mais proeminentes nas décadas de 1980 e 1990 foram Ioannis Fourakis, Anestis S. Keramydas, Dimosthenis Liakopoulos e Georgios Gkiolvas. Fourakis é geralmente considerado como o originador do nome Grupo Épsilon (em grego: Ομάδα Έψιλον; romaniz.: Omáda Épsilon), e também foi proeminente em fundir o epsilonismo com teorias antissemitas. Nas obras de Fourakis, o povo Grego é retratado como sendo de origem extraterrestre, associado com os deuses olímpicos, e fazendo parte de uma guerra cósmica ancestral contra os judeus. Fourakis prevê um renascimento da cultura e da religião ashelênic, que ocorrerá por meio do cristianismo ortodoxo grego. Em 1996, o ex-oficial da marinha mercante Keramydas publicou o livro Omáda E, que se tornou um best-seller. Ele afirmou ser membro da sociedade secreta e enfatizou o aspecto racial, antissemita e pró-ortodoxo, acrescentando que os judeus também eram de origem extraterrestre. Na década de 2000, o fenômeno tornou-se tema de vários blogs, sites eletrônicos e fóruns de discussão on-line. O político grego e personalidade da televisão Kyriakos Velopoulos publicou o livro Epsilonism: Epsilon Team em inglês, em 2010.

## Impacto
O fenômeno, embora marginal, é relativamente bem conhecido na Grécia e teve um impacto nas teorias da conspiração e na cultura popular. Ele é popular principalmente em alguns círculos antissemitas de direita e como um fenômeno marginal entre os cristãos ortodoxos conservadores. Também está presente em círculos que buscam fundir o cristianismo com o helenismo espiritual, principalmente a revista Daulos. Entre os neopagãos gregos, o fenômeno é geralmente ridicularizado.

## Membros e Organizações
Vários grupos e indivíduos alegaram serem representantes do Grupo Épsilon. O caso mais noticiado ocorreu em Outubro de 2015, quando cinco homens foram detidos por bombardearem o Banco da Grécia em Calamata e a estátua de Constantino XI Paleólogo em Mistras. Os homens faziam parte de um grupo terrorista chamado Grupo Epsilon, que também possuía um grande número de explosivos e armas de fogo, e que planejava mais ataques futuros. Os presos se autoproclamavam pagãos e afirmavam que seu grupo tinha como objetivo "derrubar a conspiração infligida na Grécia pelos bancos e pelo cristianismo ortodoxo". Eles haviam pintado com spray o símbolo reconhecido do Grupo Epsilon, o duplo "E" délfico, nos locais de seus atentados.
O Clube "E" Épsilon, liderado pelo ex-corredor de maratona profissional, Aristotelis Kakogeorgiou, não deseja ser associado às teorias conspiratórias do Grupo Épsilon. Segundo Kakogeorgiou, sua organização foi criada em 1962 e o E representa "Ellínon" ("Gregos"). Este grupo está aberto a pessoas de todas as raças e religiões e não adere ao antissemitismo nem às crenças escatológicas do Epsilonismo.